# ولسوالی دولت‌آباد
دولت‌آباد یکی از ولسوالی‌های ولایت بلخ در شمال افغانستان واقع شده است. جمعیت آن نزدیک به ۱۰۱٬۹۰۰ نفر است. پایتخت آن روستای دولت‌آباد با ارتفاع ۲۹۸ متر از سطح دریا است. عمده اقوام این ولسوالی عبارتند از ازبک، ترکمن، تاجیک، هزاره، پشتون و عرب.

## تاریخچه
در قرن دوازدهم، چنگیزخان و مغول‌های مهاجم این منطقه را از دست دادند. باستان‌شناسی در این ولسوالی توسط هیئت‌های مختلف از جمله آثار هیئت باستان‌شناسی فرانسه در افغانستان (DAFA) صورت گرفته است.
در ۱۴ مارس ۲۰۲۰، وزارت صحت عامه اعلام کرد که این ولسوالی اولین مورد مثبت بیماری کروناویروس را در ولایت بلخ در جریان همه‌گیری و شیوع بیماری کووید-۱۹ در افغانستان داشته است. این بیمار ۲۳ ساله پس از مثبت شدن آزمایش از بیمارستان بوعلی سینا فرار کرده بود.

## نقاط دیدنی
مناره زادیان، یک مناره سفالی آفتاب‌پز است که توسط سلجوقیان در قرن دوازدهم ساخته شد، در روستای زادیان قرار دارد. یک بازار مرکزی نیز در دولت‌آباد وجود دارد.

## مکان‌ها
این ولسوالی متشکل از ۵۲ روستا است که در اطراف مرکز ولسوالی قرار دارند.
- دلبرجین
- دولت‌آباد
- خیرآباد
- قرچی گک
- قول طاق
- زادیان[۴]